# Peoples Savings Bank
La Peoples Savings Bank di Cedar Rapids, Iowa, fu progettata da Louis Sullivan. Fu la seconda "jewel boxes", una serie di piccole banche nelle città del Midwest progettate da Sullivan tra il 1907 e il 1919. Fu costruita nel 1911 e fu inserita nel Registro nazionale dei luoghi storici nel 1978. Nel 2014 è stata inclusa come proprietà contributiva nel West Side Third Avenue SW Commercial Historic District.

## Storia
Il progetto iniziale di Sullivan fu completato nell'estate del 1909, ma fu rifiutato dalla banca perché troppo costoso. L'anno successivo i clienti di Cedar Rapids, guidati dal vicepresidente della banca Fred Shaver (di cui la tradizione locale di Cedar Rapids afferma che Sullivan abbia progettato una ristrutturazione della sua residenza), continuarono le trattative con lui e raggiunsero un accordo per la prosecuzione del progetto. Sullivan iniziò lo studio della banca e delle sue funzioni a partire dalla grande sala centrale, lavorando dall'interno verso l'esterno, riducendo allo stesso tempo il costo della struttura e tagliando i costi dell'ornamentazione in terracotta. L'edificio fu completato nel 1912.
Il noto critico architettonico Montgomery Schuyler disse all'epoca che
I mattoni per l'esterno dell'edificio furono prodotti in 15 diverse tonalità, producendo, come osservò Sullivan, "l'effetto di un antico tappeto orientale". L'interno dell'edificio comprende ampie finestre-lucernario decorate con mosaici realizzate da Allen Philbrick, raffiguranti la vita rurale dell'Iowa.
Questa banca fu l'ultima commissione su cui George Elmslie collaborò con Sullivan. Poco dopo il suo completamento, Elmslie si unì alla società di Purcell & Feick del Minnesota, la nuova società fu chiamata Purcell, Feick & Elmslie.
La Peoples Bank fu acquistata intorno al 1989 dalla Norwest Corporation, con sede a Minneapolis, che pochi anni dopo acquisì Wells Fargo e assunse il suo nome. L'edificio di Third Avenue continuò a servire come principale filiale di Wells Fargo nell'area di Cedar Rapids/Marion, ma a causa della sua vicinanza al fiume Cedar, fu colpito dalla Grande alluvione dell'Iowa del 2008. Pertanto, la banca principale è attualmente chiusa. Tuttavia, il sito Web di Wells Fargo afferma che la banca è operativa.

## Gallery

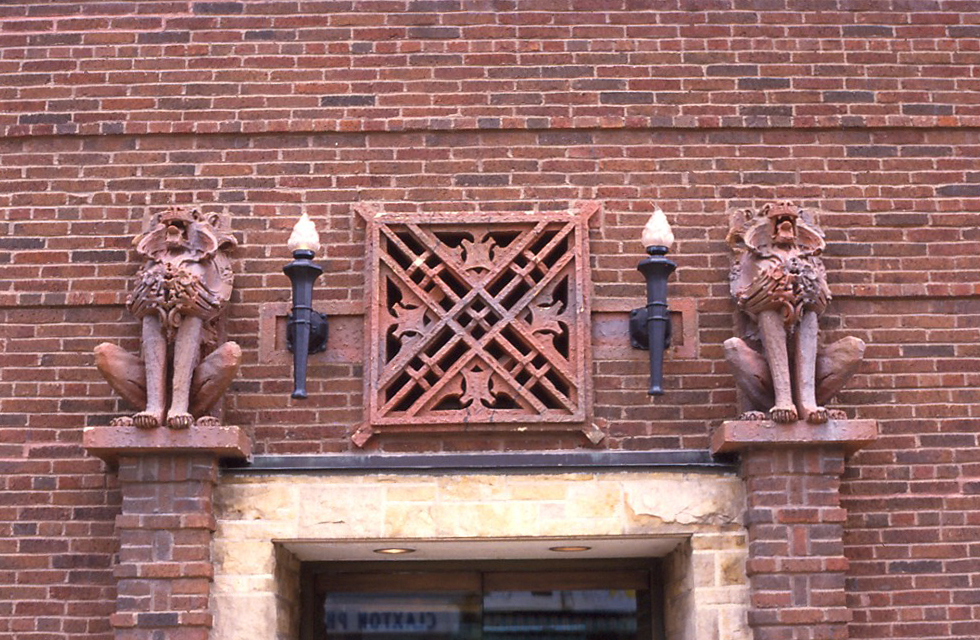
Dettaglio della Terra cotta
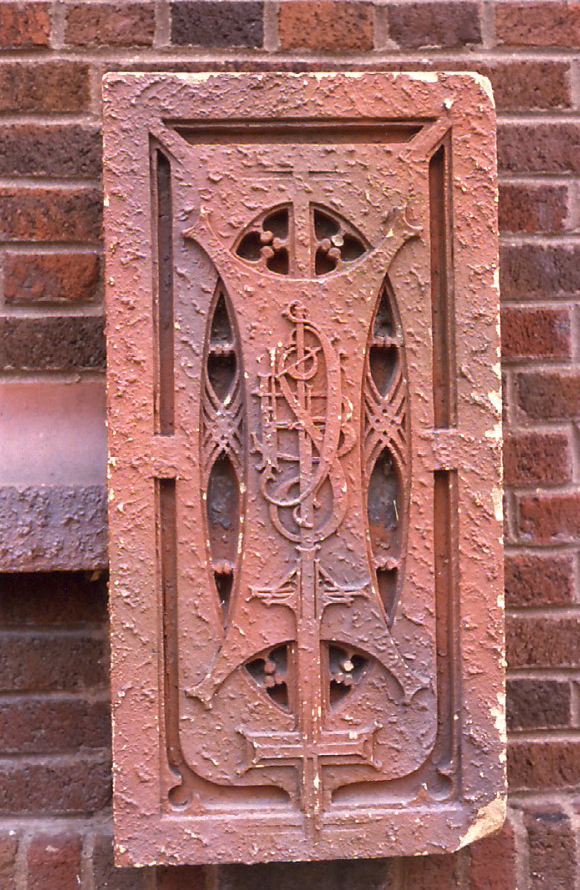
Dettaglio della Terra cotta